# میشل فردریک
میشل فردریک (انگلیسی: Michel Frédérick; ۶ نوامبر ۱۸۷۲ – ۲۲ ژوئن ۱۹۱۲) دوچرخه‌سوار اهل سوئیس بود.